# Monogatari Series
Monogatari Series (japanisch 物語シリーズ Monogatari Shirīzu) ist eine Light-Novel-Reihe die seit 2005 vom japanischen Autor Nisio Isin geschrieben, von dem taiwanischen Illustrator Vofan bebildert und von Kōdansha veröffentlicht wird.
Im Jahr 2009 wurden die ersten beiden Bände, Bakemonogatari, durch das Animationsstudio Shaft als Anime-Fernsehserie umgesetzt, 2012 folgten der vierte bis sechste Band, Nisemonogatari und Nekomonogatari Kuro, wiederum als Fernsehserie bzw. Miniserie. Die folgenden sechs Bände erschienen im Juli 2013 als Anime-Serie Monogatari Series: Second Season. Separat, aber in den Büchern ebenfalls Teil der Second Season, erschien 2014 Hanamonogatari. Die in der Buchreihe als Final Season zusammengefassten sieben Bücher Tsukimonogatari, Koyomimonogatari, Owarimonogatari und Zoku Owarimonogatari erschienen in den Jahren 2014 bis 2019. Die Prequel-Anime-Trilogie, Kizumonogatari, wurde in den Jahren 2016 und 2017 veröffentlicht. Eine Adaption als Manga, illustriert von Oh! Great, mit dem Titel Bakemonogatari wurde zwischen März 2018 und März 2023 in Kōdanshas Weekly Shōnen Magazine publiziert.

## Handlung

### Bakemonogatari
Die Handlung konzentriert sich auf den Oberschüler im dritten Jahrgang Koyomi Araragi, der einen Monat vor Beginn der Geschichte in der Golden Week von einer Vampirin angegriffen und gebissen wurde.
Obwohl zum Vampir geworden, bleiben die Umstände unbekannt, wie er durch seinen Wohltäter Meme Oshino wieder zu einem Menschen wurde oder weshalb die angreifende Vampirin als Shinobu nur noch ein Schatten ihrer selbst ist.
Seit diesem Zwischenfall wird er immer wieder auf verschiedene übernatürliche Erscheinungen, Kaii (怪異) genannt, aufmerksam, die die Mitschülerinnen in seiner näheren Umgebung befallen haben.

#### Hitagi Crab
Fast wieder zu einem normalen Menschen geworden, sieht Koyomi Araragi, wie seine Klassenkameradin Hitagi Senjōgahara kopfüber eine Treppe hinabstürzt. Ohne einen Gedanken zu verlieren, versucht er, sie aufzufangen, und bemerkt, dass sie ungewöhnlich leicht zu sein scheint. Über seine Schulsprecherin und gute Freundin Tsubasa Hanekawa erfährt er mehr über Hitagi, um kurz darauf von Hitagi selbst unter Druck gesetzt zu werden, über alles in Zukunft kein Wort mehr zu verlieren und sie in Ruhe zu lassen. Dabei verleiht sie ihrer Drohung Nachdruck und verletzt ihn mit einem im Mundwinkel angesetzten Tacker.
Als er ihr dennoch folgt, um ihr seine Hilfe anzubieten, will sie ihm direkt offensiv gegenübertreten, erkennt jedoch, dass die durch sie verursachte Verletzung durch seine verbliebenen Selbstheilungskräfte bereits wieder verschwunden ist.
Verwundert nimmt Hitagi Senjōgahara sein Angebot zunächst an. Er bringt sie zu Meme Oshino, der in einer verlassenen Bauruine wohnt und ihr bei der Lösung ihres Problems helfen soll, dem sie aber nach jahrelanger erfolgloser Behandlungen misstrauisch gegenübersteht. Nach einer längeren Diskussion schickt er beide nach Hause, um Vorbereitungen zu treffen, damit sie später in der Nacht wieder zu ihm kommen können. In Hitagis Wohnung kommt es zwischen den beiden zu einer verbalen Auseinandersetzung, bei der sie bewusst ihre körperlichen Reize einsetzt, um sich einerseits bei Koyomi zu bedanken und andererseits ihn durch seine Verlegenheit in die Ecke zu drängen.
Später am Abend kehren sie zu Memes „Wohnung“ zurück, wo sie um Mitternacht den verantwortlichen Gott (Kami), der für Hitagis extremen Gewichtsverlust verantwortlich ist, beschwören wollen. Im Verlauf der Zeremonie zeigt sich der Gott in Form einer Krabbe. Dieser hatte einst nicht nur ihr Gewicht genommen, sondern vielmehr ihre schmerzlichen Erinnerungen an ihre Mutter. Die „Last“ dieser Erinnerungen daran, wie ihre Mutter einer Sekte verfiel, an eine Beinahe-Vergewaltigung Hitagis durch den Sektenführer und an die Zerstörung ihrer ganzen Familie, wurde ihr genommen. Fortan will sie diese Erinnerungen selbst tragen und verarbeiten und gewinnt dadurch ihr normales Gewicht zurück.
Am nächsten Morgen, nachdem Koyomi unsanft von seinen beiden Schwestern geweckt worden ist, stellt er sich auf die Waage und muss feststellen, dass sich sein Gewicht verdoppelt hat.

#### Mayoi Snail
Muttertag – Koyomi, der nach einem Streit mit seiner jüngeren Schwester Karen, bei dem es darum ging, dass er am Muttertag absichtlich nicht zu Hause sei, von zu Hause geflüchtet ist, trifft zufällig auf einem Spielplatz auf Hitagi. Diese beschließt ihn hinsichtlich seiner Persönlichkeit spielerisch zu hinterfragen und zeigt dabei, dass sie nach wie vor provokante Gespräche führen kann. So führt sie ihn mit ihrer Wortwahl an der Nase herum und liefert sich mit ihm diverse verbale Gefechte. Immer wieder in die Ecke getrieben und in seiner Argumentation unterlegen, entdeckt er im Hintergrund ein scheinbar orientierungsloses junges Mädchen namens Mayoi Hachikuji. Als er sie länger ratlos an einer Haltestelle herumlaufen sieht, beschließt er, ihr seine Hilfe anzubieten. Sie zeigt ihm jedoch ihre tiefste Abneigung und versetzt ihm nach seiner Niederlage im Gespräch mit Hitagi einen weiteren Schlag. Die darauffolgende Auseinandersetzung endet in einem kurzen Kampf, bei dem Koyomi Mayoi bewusstlos schlägt und er sich wie ein Sieger fühlt – danach aber erst wahrnimmt, dass er eine Grundschülerin verprügelt hat.
Mayois Problem besteht darin, nicht mehr den Weg nach Hause zu ihrer Mutter zu finden. Schuld daran soll der Geist einer „verirrten Schnecke“ sein, der verhindert, dass sie ihr Ziel jemals erreicht. Als auch Hitagi hinzukommt, fragt Koyomi sie, ob sie die gesuchte Adresse kenne, da sie selbst früher in der Nähe wohnte. Da Hitagi die Adresse kennt und sie durch die Straßen führt, müssen sie schließlich feststellen, dass auch sie sich auf dem Weg jedes Mal verlaufen. Letztlich bittet Koyomi erneut Meme Oshino um Hilfe, der in diesem Falle von Hitagi aufgesucht wird, um die für ein Ritual nötigen Sachen zu besorgen. Während Koyomi mit Mayoi auf dem Spielplatz warten und durch ihre Launenhaftigkeit immer wieder neue Streitereien ausbrechen, treffen sie auch auf Tsubasa Hanekawa auf ihrem Spaziergang, der Mayoi, wie anfangs zu Koyomi, ihre tiefste Abneigung zeigt. Von Tsubasa schnell, aber liebevoll zurechtgewiesen, beginnt Koyomi mehr über das Leben von Mayoi herauszufinden: Als einziges Kind in einer zerrissenen Familie blieb sie nach der Scheidung bei ihrem Vater, durfte ihre Mutter nicht wiedersehen und konnte sich nach einiger Zeit nicht mehr an ihr Gesicht erinnern. Darum wollte sie am Muttertag ihre Mutter besuchen.
Als Hitagi zurückkehrt, entschuldigt sie sich bei Koyomi, da sie sich die heutigen Ereignisse und sein Verhalten nicht erklären konnte. Sie erzählt ihm, dass sie die ganze Zeit über Angst hatte, wieder „anders“ zu sein, denn sie konnte Mayoi weder hören noch sehen. Meme erklärte ihr, dass Mayoi bereits seit einigen Jahren tot ist und nur von Menschen gesehen werden kann, die den unbewussten Wunsch haben, nicht nach Hause gehen zu wollen, und dass sie selbst der Geist der „verirrten Schnecke“ sei. Hitagi sagt ihnen, dass es einen einfachen Trick gibt, zum Haus ihrer Mutter zu führen – und dass danach Koyomis einziges Problem darin bestehen wird, dass sie sich in ihn verliebt hat.
Sie erreichen den Ort der Adresse, bei der es sich mittlerweile um ein leeres Baugrundstück handelt. Dennoch ist Mayoi überglücklich und sagt, dass sie zu Hause sei und verschwindet. Koyomi, der durch Hitagis Liebesgeständnis verwirrt ist, wird von ihr zur Rede gestellt, weil sie von ihm bisher keine Antwort darauf erhalten hat. Ihr wieder hoffnungslos unterlegen, erwidert er ihre Gefühle, möchte aber, dass sie in Zukunft nichts mehr voreinander verbergen sollen.
Am nächsten Morgen auf dem Schulweg trifft Koyomi überraschenderweise erneut auf Mayoi. Sie erklärt ihm, dass sie von einem „ortsgebundenen Geist“ (地縛霊 jibaku-rei) zu einem „umherwandernden Geist“ (浮游霊 fuyū-rei) „befördert“ wurde und sie sich von Zeit zu Zeit wieder begegnen werden.
Das Hauptmerkmal in ihrer Beziehung mit Koyomi ist, dass sie ihn immer mit Aragi, Arararagi oder Ararararagi anspricht, woraufhin er ihr entgegnet, dass sie seinen Namen falsch ausspreche, sie darauf mit verstellt süßem Verhalten sagt, dass sie sich versprochen hat und er dann verärgert darauf reagiert, damit sie die Wahrheit sagt.
Koyomis Begrüßung gegenüber ihr ist immer eine Form von körperlicher sexueller Belästigung.

#### Suruga Monkey
Während einer weiteren Begegnung zwischen Mayoi und Koyomi stürmt eine Schülerin der Unterstufe vorbei und stellt sich Koyomi als Suruga Kanbaru vor. Sie versucht, ihn in eine oberflächliche Unterhaltung zu verwickeln, um etwas über Hitagi Senjōgahara zu erfahren. Als er später Hitagi auf Suruga anspricht, reagiert diese ablehnend und aggressiv auf dieses Thema. Nachdem sich die Situation schneller entspannt, als sie eingetreten ist, erzählt sie ihm, dass sie und Suruga früher beste Freundinnen waren, bis auch sie Hitagis Geheimnis herausgefunden hatte. Darauf drohte sie ihr auf ähnliche Weise, wie es bei Koyomi der Fall war, mit dem Unterschied, dass sich Suruga wie gewollt von ihr fernhielt.
Von Tsubasa erfährt er, dass beide in der Mittelschule die Stars ihrer Sportteams waren und sich sehr gut verstanden haben. Auf seinem Heimweg von Hitagi wird er an einem Bahnübergang von einer Person in einem Regenmantel angegriffen und bleibt schwer verletzt auf den Gleisen liegen. Als plötzlich Hitagi auftaucht, ist das Wesen verschwunden, stattdessen sagt sie ihm, dass er das Geld für Meme Oshinos Hilfe bei ihr vergessen habe und sie ihn dafür bestrafen wollte. Sie bleibt aber bei ihm, bis seine Verletzungen verheilt sind.
Am nächsten Tag trifft er sich mit Suruga und erhält eine Entschuldigung für ihren Angriff auf ihn. Sie erzählt ihm, dass sie nach dem Tod ihrer Eltern eine Affenpfote gefunden hatte, die nun ihren linken Arm befallen hat und unter einem Verband steckt. Seitdem kann sie ihren Arm zeitweise nicht mehr kontrollieren. Außerdem gesteht sie ihm, dass sie eine Lesbe und Hitagi ihre unerwiderte Liebe sei. Davon wesentlich mehr geschockt, bringt er sie zu Meme Oshino, der ihr sofort die Wahrheit über ihre Situation erklärt.
Nachdem Surugas Eltern gestorben sind und sie sich nicht in eine neue Schule integrieren konnte, fand sie eine getrocknete Affenpfote, von der sie hoffte, dass sie ihre Wünsche erfüllen würde. So wünschte sie sich, die schnellste Läuferin zu sein. Tatsächlich fehlten am darauffolgenden Tag die schnellsten Schüler krankheitsbedingt in der Schule. Suruga hingegen hatte einen Traum, in dem sie diese Schüler auf grauenhafte Weise verprügelte. Als sie darauf die Erzählung „Die Affenpfote“ las, war sie schockiert über die Wirkung ihrer Wünsche und versteckte diese. Als sie jedoch von Hitagis Problem erfuhr, suchte sie die Pfote wieder heraus, um ihr helfen zu können, ließ aber nach Hitagis Drohungen davon ab. Erst als Suruga ein Jahr später sah, dass Hitagi in Koyomi ihre Liebe gefunden hatte, wünschte sie sich durch ihre Eifersucht die Liebe von Hitagi und Koyomi den Tod.
Meme erklärt ihnen, dass es sich nicht um „die Affenpfote“ handelt, sondern stattdessen um einen „Rainy Devil“, einen niederen Dämon, der auf ähnliche Weise Wünsche erfüllt. Wenn dieser Dämon einen Wunsch nicht erfüllen kann, wird er sich zurückziehen. Koyomi plant daher, sich von dem Dämon töten zu lassen, was sich durch seine verbliebenen Vampirfähigkeiten als schwierig, wenn nicht unmöglich, herausstellen muss und damit Surugas Wunsch nicht erfüllt werden kann. Im Kampf kommt Koyomi allerdings schnell an seine Grenzen, als nicht nur der Dämon in Surugas linkem Arm, sondern sie mit ihrem ganzen Körper angreift. Plötzlich tritt Hitagi in den Raum, die Meme hinter Koyomis Rücken hergerufen hat. Zu Beginn ihrer Beziehung versprachen sie sich, keine Geheimnisse voreinander zu haben: Koyomi hatte Surugas Problem ihr gegenüber nicht erwähnt und sie sagt ihm, dass sie ihn dafür töten werde. Angesichts seines Zustands, bereits mehrere Tode hinter sich zu haben, will sie ihm diesmal verzeihen. Als der Dämon in Suruga daraufhin wieder angreifen will, stellt sich Hitagi zwischen beide und erklärt, dass falls Koyomi sterben sollte, sie in jedem Fall Suruga töten werde. Der Dämon kann Surugas Wunsch nicht mehr erfüllen, Suruga bricht weinend zusammen und gesteht ihr ihre Liebe, die Hitagi nicht erwidern kann, sich aber wünscht, dass Suruga an ihrer Seite bleibt.
Am nächsten Morgen begleitet ihn Suruga zu Hitagi. Von Meme Oshino erfuhr sie, dass der Dämon verschwunden sei, ihr Arm aber noch lange Zeit nicht wieder normal sein werde.

#### Nadeko Snake
Es ist sechs Jahre her, dass Koyomi Nadeko Sengoku gesehen hat. So erkennt er sie auch nicht direkt wieder, als er zusammen mit Suruga zu einem Schrein geht, wo sie für Meme Oshino eine Art Talisman anbringen sollen. Am Schrein angekommen finden sie zunächst nur verfallene Gebäude vor. Während er Memes Auftrag ausführt und das Schriftstück an dem Tempel platziert, entdeckt Suruga vor kurzem rituell getötete Schlangen über dem ganzen Ort verteilt.
Er bittet zunächst Tsubasa für ihn einige Informationen über diese Art Ritual herauszufinden. In einer Bücherei bekommt er von ihr zunächst Bücher für die Schule und erfährt, dass dieser Schrein einem Schlangengott geweiht ist. Gleichzeitig weist sie ihn zurecht, dass es nicht gut sein könne, wenn er zu allen immer nett ist und er damit seine Beziehung zu Hitagi aufs Spiel setzen wird. Sie meint, dass er den Annäherungen von Suruga Grenzen setzen müsse und kommt ihm dabei selbst demonstrativ für einen Kuss sehr nahe. Als sie daraufhin Kopfschmerzen bekommt, verabschiedet sie sich von Koyomi. Als er Nadeko Sengoku aus dem Augenwinkel erkennt, wie sie bei Büchern über Magie und Okkultismus stöbert, versucht er sie anzusprechen, verliert er sie aber in den Gängen. Am Schrein trifft er sich wieder mit Suruga, weil er vermutet, dass sie ein weiteres Ritual abhalten will. Tatsächlich treffen sie sie an und halten sie davon ab, weitere Schlangen zu töten. Nadeko erinnert sich ebenfalls an Koyomi, den großen Bruder ihrer damals einzigen Freundin, von dem sie als Kind begeistert war.
Bei Koyomi zu Hause versucht Suruga zunächst seine Pornohefte und geheimen Fetische herauszufinden, auch wenn sie glaubt, diese bereits zu kennen. Die Auseinandersetzung heitert Nadeko auf und sie findet Vertrauen in die beiden, worauf sie sich im nächsten Moment auszieht und nackt vor ihnen sitzt. Sie erkennen, dass ihr Körper vom Hals abwärts von Druckmalen einer Schlage überzogen ist und sie bittet sie, ihr zu helfen.
Meme Oshino erkennt aus Koyomis Beschreibung, dass es sich um einen Schlangenwürger handeln müsse. Dieser wird durch einen boshaften Fluch auf eine bestimmte Person aktiv: In Nadekos Fall von einer Freundin, dessen bester Freund ihr seine Liebe gestand und Nadeko ihn abwies. Ebenso sagt er, dass sie darauf richtig reagiert habe und durch die Tötung von Schlangen den Fluch aufzuheben versuchte, sie aber das Ritual wohl nicht vollständig korrekt durchführte und einfach nur sehr viel Pech hatte.
Wieder zu Hause teilt Koyomi Suruga und Nadeko mit, dass sie das Ritual heute Nacht wiederholen werden. Suruga weiht er allerdings ein, dass Nadeko sterben wird, wenn sie es nicht schaffen würden. Am Schrein angekommen beginnen sie mit dem Ritual und der Fluch scheint sich erfolgreich von Nadeko zu lösen. Als Nadeko sich vor Schmerzen krümmt, wird es Koyomi schlagartig klar, dass der Junge, den Nadeko abgewiesen hatte, sie ebenfalls verflucht haben muss und sie es mit zwei Schlangen zu tun haben müssen. Obwohl ihm von Meme davon abgeraten wurde, versucht er die unsichtbare Schlange von Nadekos Körper zu reißen und wird selbst von ihr angegriffen. Die Schlange versucht jetzt, auf den schwer zugerichteten Koyomi überzugehen. Er wird aber von Suruga gerettet, die ihm erklärt, dass die Schlange verschwinden wird, wenn sie sich ruhig verhalten. Entsetzt von der Erkenntnis, dass der Fluch jetzt auf den Verursacher übergeht, verlässt die Schlange den Schrein und Nadeko ist gerettet. Auch als sie sich für ihre Rettung bedankt, kann Koyomi dies innerlich nicht annehmen, da er nicht nur Nadeko, sondern auch die Verursacher des Fluchs beschützen wollte.

#### Tsubasa Cat
In der Golden Week sind Koyomi und Tsubasa Hanekawa auf einem gemeinsamen Spaziergang. Sie erzählt ihm von ihrer Vernachlässigung in ihrer Pflegefamilie und möchte daher an freien Tagen wie diesen um keinem Preis zu Hause bleiben. Sie vertraut ihm an, dass sie an diesem Morgen auch von ihrem Pflegevater geschlagen wurde und bittet ihn eindringlichst, dies geheim zu halten. Dabei entdeckt sie auf der Straße eine überfahrene Katze und bittet Koyomi, ihr mit der Katze zu helfen.
Kurze Zeit später brechen starke Kopfschmerzen über Tsubasa herein, worauf sie sich vor Koyomi verwandelt: Ihre dunklen Haare werden weiß, ihr wachsen Katzenohren und mit der Gestik einer Katze springt sie auf einen Baum und rennt davon. Meme erklärt ihm, dass dieses Wesen einer Persönlichkeitsspaltung entspricht, das ausgelöst durch Stress hervorgerufen wird, wahllos Menschen angreift und ihnen die Lebensenergie nimmt. Nach mehreren Opfern versucht Koyomi die Katze einzufangen, wird aber letztlich selbst von ihr gestellt und bedroht, als plötzlich Shinobu erscheint und die Katze beißt, ihre Lebensenergie aussaugt und sie sich schließlich wieder in Tsubasa zurückverwandelt.
Einige Tage nach der Rettung von Nadeko Sengoku fragt Hitagi Koyomi, ob sie an diesem Abend zu ihrem ersten Date ausgehen wollen, was Koyomi überrascht und er mit Vorfreude zustimmt. Nach Schulende wartet Nadeko vor dem Schulausgang, um Suruga ihre geliehene Kleidung von dem Ritual zurückzugeben. Suruga stürmt jedoch an ihr vorbei und als Koyomi kurze Zeit später auf sie trifft, ebenfalls in Eile zu seiner Verabredung mit Hitagi, bietet er ihr an, diese anzunehmen. Als Tsubasa beim Verlassen des Schulgeländes auf beide trifft, rennt Nadeko verschreckt und eingeschüchtert davon. Etwas gekränkt von der Situation erzählt Tsubasa, dass ihre Schulkameraden über ihn und Hitagi Gerüchte verbreiten, sie aber der Meinung ist, dass sich Hitagi zum Besseren verändert hat, seitdem sie mit Koyomi zusammen ist. Als er sie fragen möchte, ob es in ihrem Leben jemand besonderes gibt, brechen bei Tsubasa wieder heftige Kopfschmerzen aus, allerdings versucht sie Koyomi zu beruhigen und dass er sich gut um Hitagi kümmern soll.
Als Koyomi am Abend bei Hitagi erscheint, wird er direkt von ihr in das Auto ihres Vaters gezerrt und sie fahren, gemeinsam mit ihrem Vater, zu einem Waldstück außerhalb der Stadt. Während der Fahrt provoziert Hitagi ihn mehrfach zu Liebesgeständnissen, die er, eingeschüchtert durch die Anwesenheit ihres Vaters, nicht über die Lippen bringt, sich stattdessen aber öfters im Ton vergreift. Ihr Vater sitzt dabei die ganze Zeit still am Steuer. Erst als Hitagi am Waldstück aussteigt, um einige Vorbereitungen zu treffen, spricht ihr Vater zu Koyomi: Er gesteht ihm, dass er nie ein guter Vater für sie war, aber ihrem Urteilsvermögen vertraut. Er bittet ihn, für Hitagi da zu sein und auf sie aufzupassen. Als Hitagi wieder am Auto ist, führt sie Koyomi in dem Wald auf eine Lichtung, wo sie einen vollen Sternenhimmel betrachten können.
Am nächsten Morgen an der Schule angekommen bekommt Koyomi eine Nachricht von Tsubasa, die im Pyjama auf dem Spielplatz wartet, wo sie Mayoi getroffen hatten. Er trifft gleichzeitig auf Hitagi, die ihn überraschend verständnisvoll ziehen lässt, als er andeutet, dass er „jemandem“ helfen muss. Am Spielplatz angekommen zeigt ihm die verlegene Tsubasa, dass ihr über die Nacht wieder Katzenohren gewachsen sind, sie sich ansonsten aber nicht weiter verwandelt hat. Koyomi versucht zunächst selbst eine Lösung zu finden, bevor sie zu Meme Oshino gehen, wobei ihm Tsubasa mit ihren Informationen keine Hilfe ist. Bei Meme angekommen macht dieser kurzen Prozess, da er nur noch wenig Zeit hat, und schlägt sie bewusstlos, worauf sie sich komplett in die weißhaarige Katze verwandelt. Während Koyomi und Meme sie an einem Mast auf dem Dach gefesselt haben, versuchen sie die Ursache und eine Lösung für das Problem zu finden. Meme sagt ihm, dass die Ursache klar auf der Hand liegt – verrät sie aber nicht – und dass Shinobu nicht mehr da ist.
Koyomi macht sich auf die Suche nach Shinobu und bittet Mayoi, Nadeko und Suruga um Hilfe. Während sie ihn unterstützen, wird seine Bitte von Hitagi abgelehnt, da sie von Tsubasa bereits gebeten wurde ihre Aufgaben als Schulsprecherin für sie zu übernehmen. Meme Oshino entdeckt zwischenzeitlich, dass die Katze sich aus ihren Fesseln befreit hat. In der Entfernung entdeckt er noch Koyomi, ruft und winkt ihm zu, womit Koyomi in diesem Moment nichts anfangen kann. Am Abend erschöpft von der erfolglosen Suche trifft die Katze auf Koyomi und bietet ihm überraschend an, ihn bei der Suche zu unterstützen. Nicht ohne Vorurteile nimmt er ihre Hilfe an, merkt dennoch nicht, dass die Katze ihren eigenen Plan verfolgt. Durch sie erfährt er, dass die Ursache ihres Stress darin liegt, dass sich Tsubasa bereits bei ihrer ersten Begegnung in ihn verliebt hatte und nun plötzlich und unerwartet Hitagi seine Freundin wurde. Da der Katze dieser Umstand unangenehm ist, beschließt sie die Ursache selbst zu beseitigen, indem sie Koyomi umbringt. Ihr ist auch die ganze Zeit bekannt, wo Shinobu sich aufhält, und lockt sie Koyomi unter eine hellleuchtende Laterne, um ihn dort anzugreifen. In einem Moment der Unachtsamkeit, als Koyomi Shinobu zu Hilfe ruft, steigt Shinobu aus seinem Schatten, greift die Katze an und saugt ihr mit einem Biss ihre Energie aus, bis sie sich wieder in Tsubasa zurückverwandelt.
Am nächsten Morgen, nachdem Koyomi unsanft von seinen beiden Schwestern geweckt wurde, fährt er zu Meme Oshino und erkennt jetzt, dass Meme wie angekündigt die Stadt verlassen hat und sich auf seine Weise bei ihm verabschiedet hat. Meme war sich sicher, dass Koyomi das Problem mit der Katze alleine lösen kann – da auch er die ganze Zeit wusste, dass Shinobu von nun an in Koyomis Schatten lebt.

## Charaktere
Koyomi Araragi (阿良々木 暦, Araragi Koyomi)
Koyomi ist der Protagonist von Bakemonogatari und Schüler im dritten Jahr der Oberschule, der mit allen Fächern, außer Mathematik, seine Probleme hat. Im Vorfeld der Handlung wurde er jedoch von einer Vampirin angegriffen und verwandelte sich darauf selbst in einen. Durch die Hilfe von Meme Oshino konnte er wieder fast vollständig zu einem Menschen werden. Einige Nebeneffekte sind, dass seine Verletzungen nach wie vor schneller verheilen und er im Dunkeln sehen kann. Obwohl er kein richtiger Vampir mehr ist und das Sonnenlicht nicht mehr fürchten muss, hat er noch immer Angst, wenn am Morgen die Sonne aufgeht.
Hitagi Senjōgahara (戦場ヶ原 ひたぎ, Senjōgahara Hitagi)
Hitagi ist die Hauptfigur des Handlungsabschnitts Hitagi Crab. Anfangs leidet sie unter dem Einfluss eines Gottes, der ihr Gewicht drastisch reduziert, was dazu führt, dass sie sich ausgestoßen fühlt und mit allen Mitteln versucht, ihre Abnormalität zu verheimlichen. Sie reagiert dadurch überaus aggressiv und setzt jeden unter Druck, der hinter ihr Geheimnis gelangt. Sie selbst bezeichnet sich als Tsundere und spricht gewöhnlich in einer beleidigenden und herablassenden Art und Weise, wodurch sie jedoch ihre Unsicherheit verbirgt. Nach ihrer Genesung baut sich ihre Beziehung zu Koyomi weiter aus und sie wird seine feste Freundin.
Tsubasa Hanekawa (羽川 翼, Hanekawa Tsubasa)
Tsubasa ist die Hauptfigur des Handlungsabschnitts Tsubasa Cat und Klassensprecherin. Sie ist ernst, wohlerzogen, leicht pedantisch, opfert sich bereitwillig für andere auf (auch wenn sie ihre Selbstaufopferung als „Selbstgenugtuung“ bezeichnet), äußerst intelligent, so dass sie in allen Fächern fast immer volle Punktzahl hat, so dass Koyomi sie als „Klassensprecherin unter den Klassensprecherinnen“ lobt und dass sie alles weiß (「お前は何でも知ってるな」, Omae wa nani demo shitteru na), was sie als Running Gag stets mit „Ich weiß nicht alles! Sondern nur das was ich weiß.“ (「何でもは知らないわよ。知ってることだけ」, Nani demo wa shiranai wa yo. Shitteru koto dake) beantwortet. Sie hat zudem einen sehr weiblichen Körper und wird von Koyomi als ideale bzw. perfekte Frau bezeichnet. Trotzdem oder deswegen wagt Koyomi es nie, eine Beziehung mit ihr einzugehen, und äußert stattdessen, dass seine Gefühle für Hanekawa über Liebe hinausgehen. Bedingt durch Todesfälle und Wiederheiraten ist sie mit ihren jetzigen Eltern nicht biologisch verwandt, wird von diesen soweit vernachlässigt, dass sie nicht einmal ein eigenes Zimmer hat und es besteht ein angespanntes Verhältnis, dessen starker Stress dazu führte, dass sie nach Koyomis Vampirwerdung von einer Bakeneko besessen wurde. Infolge der Ereignisse wurde sie von der bereits besiegten Shinobu gebissen, verwandelte sich wieder zurück und verlor sämtliche Erinnerungen an den Vorfall. Einige Zeit später kehrt die Bakeneko in Tsubasa Cat zurück, diesmal verursacht durch ihre unerwiderte Liebe zu Koyomi.
Meme Oshino (忍野 メメ, Oshino Meme)
Meme ist ein Mann mittleren Alters und lebt in einer verlassenen Bauruine. Er ist ein Experte von übernatürlichen Erscheinungen (Kaii) wie Geister, Dämonen und Göttern, die er scheinbar mühelos unterwerfen kann. Er hilft Koyomi und den Mädchen bei ihren Problemen, wenn auch nur gegen Bezahlung. Zudem strebt er stets ein Gleichgewicht der Kräfte an, was sich daran äußert, dass er Koyomi zwar einerseits unterstützt, anderseits ihn aber nicht immer vor Fehlern warnt oder gar selbst handelt.
Shinobu Oshino (忍野 忍, Oshino Shinobu)
Vormals als Kiss-shot Acerola-orion Heart-under-blade bekannt, war sie ein adeliger, hochangesehener und 500 Jahre alter Vampir. Ihr Titel ist „eisenblütiger, heißblütiger, kaltblütiger Vampir“ (「鉄血にして熱血にして冷血の吸血鬼」, tekketsu ni shite nekketsu ni shite reiketsu no kyūketsuki) und „Kaii-Töter“ (怪異殺し, Kaii koroshi). Sie griff Koyomi Araragi vor Beginn der Handlung in der Golden Week an und verwandelte ihn in einen Vampir. Infolge seiner teilweisen Rückverwandlung verlor sie einen Großteil ihrer Kraft, ihr Erscheinungsbild wandelte sich von einer 27-jährigen Frau zu dem eines 8-jährigen Mädchens und wird von Koyomi als „Schatten ihrer Selbst“ beschrieben. Sie lebt bei Beginn der Handlung bei Meme Oshino, von dem sie ihren neuen Namen Shinobu erhält, da das Schriftzeichen ein „Herz unter einer Klinge“ (heart under blade) darstellt. Indem sie Blut von Koyomi trinkt, kann sie einen Teil ihrer Kräfte zurückgewinnen. Durch sie kann u. a. die Bakeneko von Tsubasa Hanekawa versiegelt werden oder Koyomi durch einen erneuten Biss von ihr seine Selbstheilungskräfte verstärken. Seit Tsubasa Cat lebt sie in Koyomis Schatten. Sie verwendet ein antiquiertes Japanisch und als Personalpronomen washi, das normalerweise von alten Männern genutzt wird.
Mayoi Hachikuji (八九寺 真宵, Hachikuji Mayoi)
Mayoi ist eine Grundschülerin und die Hauptfigur des Abschnitts Mayoi Snail. Üblicherweise trägt sie einen übergroßen, vollgepackten Rucksack mit sich herum, der ihren Schatten wie eine Schnecke aussehen lässt. Zudem hat sie als Grundschülerin viele Sprachfehler und ist sehr launisch. Wie sich in der Handlung herausstellt, ist sie der Geist eines vor 11 Jahren verstorbenen Kindes, das nach der Scheidung seiner Eltern bei seinem Vater bleiben musste und seine Mutter nie wieder sah. Seitdem ist Mayoi unaufhaltsam auf der Suche nach dem Haus ihrer Mutter, kann es jedoch nicht finden. Zudem kann sie nur von Menschen gesehen haben, die im Inneren eine Abneigung dagegen haben, nach Hause zurückzukehren. Nach der Lösung ihres Problems verschwindet sie zunächst, kehrt aber kurze Zeit später als zum umherziehenden Geist „befördert“ zurück, der Koyomi des Öfteren einen Besuch abstattet.
Suruga Kanbaru (神原 駿河, Kanbaru Suruga)
Suruga Kanbaru ist eine Mitschülerin von Koyomi, Hitagi und Tsubasa im unteren Jahrgang und die Hauptfigur im Handlungsabschnitt Suruga Monkey. Sie ist ein fröhliches, neugieriges, burschikoses Mädchen, aber auch lesbisch, masochistisch, exhibitionistisch, eine Fujoshi und Lolicon. Sie war bereits in der Mittelschule eine Kōhai von Hitagi und hat sich zu dieser Zeit in sie verliebt. Als auch sie in die Oberschule wechselte, bemerkte sie Hitagis Veränderung und wurde daraufhin, wie später Koyomi, von ihr bedroht und folgte ihrem Wunsch, sich ihr nicht mehr zu nähern. Als sie herausfindet, dass Hitagi und Koyomi ein Paar sind, wird sie durch ihre Eifersucht auf Koyomi von einem Dämon befallen, von dem sie durch einen Trick von Meme Oshino teilweise befreit werden kann. Auch wenn Hitagi ihre Liebe zu ihr nicht erwidern kann, freundet sie sich wieder mit ihr und Koyomi an und hilft ihm dabei, Nadeko von ihrem Fluch zu befreien.
Nadeko Sengoku (千石 撫子, Sengoku Nadeko)
Nadeko Sengoku ist eine ehemalige Freundin von Koyomis jüngster Schwester Tsukihi und ist die Hauptfigur im Handlungsabschnitt Nadeko Snake. Als Kind hatte sie bis auf Tsukihi keine weiteren Freunde und wünschte sich als Einzelkind stets einen großen Bruder, den sie in Koyomi fand. Jahre später und aus den Augen verloren, treffen sie wieder aufeinander, als sie von einem verschmähten Verehrer und dessen eifersüchtiger Verehrerin von einem Fluch befallen wurde. Sie ist eigentlich sehr schüchtern und zurückhaltend, lässt sich jedoch leicht erheitern und findet schnell wieder Vertrauen zu Koyomi und auch zu Suruga. Als sie zum ersten Mal auf Tsubasa trifft, rennt sie dagegen vollkommen eingeschüchtert vor ihr davon. Sie hat eine starke Abneigung dagegen, dass andere ihr in die Augen schauen, was sich darin äußert, dass sie Koyomi abwehrt, als dieser ihren Pony beiseiteschiebt, aber nichts dagegen hatte, als er ihren Rock lüpfte.

## Veröffentlichungen
Die Reihe wurde vom Autor Nisio Isin geschrieben und waren anfangs Kurzgeschichten, die er für das Magazin Mephisto in den Ausgaben 9/2005 (August 2005) bis 5/2006 (April 2006) verfasste. Ab 1. November 2006 wurden diese und einige neu geschriebene Geschichten zu einer anfangs zwei Bände umfassenden Light-Novel-Reihe namens Bakemonogatari (化物語, dt. etwa: „Geistergeschichte“, ein Kofferwort aus Bakemono und Monogatari) zusammengefasst, die von Kōdansha unter dem Imprint Kōdansha Box am 1. November und 4. Dezember 2006 erschienen. Die Zeichnungen der Buchreihe wurden von taiwanesischen Illustratoren Vofan angefertigt. Die erste Ausgabe umfasste die drei Geschichten Hitagi Crab (ひたぎクラブ, Hitagi Kurabu), Mayoi Maimai (まよいマイマイ) und Suruga Monkey (するがモンキー, Suruga Monkī). Der zweite Band beinhaltete zwei bisher noch nicht publizierte Geschichten. Dies waren Nadeko Snake (なでこスネイク, Nadeko Suneiku) und Tsubasa Cat (つばさキャット, Tsubasa Kyatto).
Fast zwei Jahre später erschien mit Koyomi Vamp (こよみヴァンプ, Koyomi Vampu) ein Prequel, das sich näher mit der Vergangenheit des Protagonisten auseinandersetzte und in der ersten Ausgabe des Magazins Pandora abgedruckt wurde. Später wurden die Kapitel am 7. Mai 2008 unter dem Titel Kizumonogatari (傷物語, „beschädigte-Ware-Geschichte“) veröffentlicht.
Im selben Jahr folgte die Fortsetzung Nisemonogatari (偽物語, „Betrügergeschichte“), deren erster Band die Geschichte Karen Bee (かれんビー, Karen Bī) enthielt, am 2. September 2008. Der zweite Band enthielt das „Abschlusskapitel“ (最終話, saishūwa) Tsukihi Phoenix (つきひフェニックス, Tsukihi Fenikkusu) und wurde seit dem 10. Juni 2009 publiziert.
Nekomonogatari (猫物語, „Katzengeschichte“) ist in zwei Bände unterteilt, die am 29. Juli bzw. 27. Oktober 2010 erschienen: kuro (黒, „schwarz“) mit dem „verbotenen Kapitel“ (第禁話, dai-kin-wa) Tsubasa Family (つばさファミリー, Tsubasa Famirī) und dessen Handlung zwischen Kizumonogatari und Bakemonogatari angesiedelt ist, sowie shiro (白, „weiß“) mit dem „vertraulichen Kapitel“ (第懇話, dai-kon-wa) Tsubasa Tiger (つばさタイガー, Tsubasa Taigā), dessen Handlung nach Nisemonogatari folgt. Alle vorherigen Bände einschließlich kuro bilden dabei einen übergeordneten ersten Zyklus (hier first season genannt), während mit shiro der zweite Serienzyklus (second season) beginnt.
Am 25. Dezember 2010 folgte der Band Kabukimonogatari (傾物語) mit dem „Plauderkapitel“ (第閑話, dai-kan-wa) Mayoi Kyonshī (まよいキョンシー), wobei Kyonshī die japanische Aussprache des kantonesischen Wortes Geungsi ist, welches einen Untoten bezeichnet, der wiederum Hochchinesisch als Jiang Shi gesprochen wird.
Im Jahr 2011 erschienen mit Hanamonogatari (花物語, „Blumengeschichte“) mit dem „seltsamen Kapitel“ (第変話, dai-hen-wa) Suruga Devil, der Band Otorimonogatari (囮物語, „Ködergeschichte“): Nadeko Medusa, Onimonogatari (鬼物語, „Dämonengeschichte“): Shinobu Time und Koimonogatari (恋物語): Hitagi End insgesamt vier weitere Geschichten.
Der final season genannte, jedoch nicht abschließende Zyklus besteht aus den Bänden Tsukimonogatari (憑物語, etwa: „Besessenheitsgeist-Geschichte“) vom 26. September 2012, Koyomimonogatari (暦物語) vom 22. Mai 2013, Owarimonogatari (終物語, „Abschlussgeschichte“) in drei Bänden vom 21. Oktober 2013, 29. Januar und 1. April 2014, sowie Zokuowarimonogatari (続終物語, „Fortsetzungsabschlussgeschichte“) vom 17. September 2014.
Eine Fortsetzung namens next season mit dem Roman Tsugimonogatari (接物語, „Flickengeschichte“) wurde im September 2014 angekündigt.
| Buchtitel              | Publikationsdatum  | ISBN                   | Kapitel           | Handlungszeitraum/ chronologische Reihenfolge  |
| ---------------------- | ------------------ | ---------------------- | ----------------- | ---------------------------------------------- |
| Bakemonogatari (jō)    | 1. November 2006   | ISBN 978-4-06-283602-9 | Hitagi Crab       | 8. Mai                                         |
| Bakemonogatari (jō)    | 1. November 2006   | ISBN 978-4-06-283602-9 | Mayoi Maimai      | 14. Mai                                        |
| Bakemonogatari (jō)    | 1. November 2006   | ISBN 978-4-06-283602-9 | Suruga Monkey     | 23. bis 27. Mai                                |
| Bakemonogatari (ge)    | 4. Dezember 2006   | ISBN 978-4-06-283607-4 | Nadeko Snake      | 11. bis 12. Juni                               |
| Bakemonogatari (ge)    | 4. Dezember 2006   | ISBN 978-4-06-283607-4 | Tsubasa Cat       | 13. bis 14. Juni                               |
| Kizumonogatari         | 8. Mai 2008        | ISBN 978-4-06-283663-0 | Koyomi Vamp       | 25. März bis 8. April                          |
| Nisemonogatari (jō)    | 2. September 2008  | ISBN 978-4-06-283679-1 | Karen Bee         | 29. Juli                                       |
| Nisemonogatari (ge)    | 11. Juni 2009      | ISBN 978-4-06-283702-6 | Tsukihi Phoenix   | 14. August                                     |
| Nekomonogatari (kuro)  | 29. Juli 2010      | ISBN 978-4-06-283748-4 | Tsubasa Family    | 29. April bis 7. Mai                           |
| Nekomonogatari (shiro) | 27. Oktober 2010   | ISBN 978-4-06-283758-3 | Tsubasa Tiger     | 21. bis 24. August                             |
| Kabukimonogatari       | 25. Dezember 2010  | ISBN 978-4-06-283767-5 | Mayoi Kyonshī     | 20. bis 21. August (13./14. Mai vor 11 Jahren) |
| Hanamonogatari         | 31. März 2011      | ISBN 978-4-06-283771-2 | Suruga Devil      | 9. bis 21. April, Folgejahr                    |
| Otorimonogatari        | 28. Juni 2011      | ISBN 978-4-06-283776-7 | Nadeko Medusa     | September bis 2. November                      |
| Onimonogatari          | 28. September 2011 | ISBN 978-4-06-283781-1 | Shinobu Time      | 21. August bis Dezember                        |
| Koimonogatari          | 22. Dezember 2011  | ISBN 978-4-06-283792-7 | Hitagi End        | 1. Januar bis 1. Februar, Folgejahr            |
| Tsukimonogatari        | 26. September 2012 | ISBN 978-4-06-283812-2 | Yotsugi Doll      | 13. Februar, Folgejahr                         |
| Koyomimonogatari       | 22. Mai 2013       | ISBN 978-4-06-283837-5 | Koyomi Stone      | 11./12. April                                  |
| Koyomimonogatari       | 22. Mai 2013       | ISBN 978-4-06-283837-5 | Koyomi Flower     | 9./10. Mai                                     |
| Koyomimonogatari       | 22. Mai 2013       | ISBN 978-4-06-283837-5 | Koyomi Sand       | Juni                                           |
| Koyomimonogatari       | 22. Mai 2013       | ISBN 978-4-06-283837-5 | Koyomi Water      | Juli                                           |
| Koyomimonogatari       | 22. Mai 2013       | ISBN 978-4-06-283837-5 | Koyomi Wind       | Anfang August                                  |
| Koyomimonogatari       | 22. Mai 2013       | ISBN 978-4-06-283837-5 | Koyomi Tree       | Ende September                                 |
| Koyomimonogatari       | 22. Mai 2013       | ISBN 978-4-06-283837-5 | Koyomi Tea        | Oktober                                        |
| Koyomimonogatari       | 22. Mai 2013       | ISBN 978-4-06-283837-5 | Koyomi Mountain   | 1. November                                    |
| Koyomimonogatari       | 22. Mai 2013       | ISBN 978-4-06-283837-5 | Koyomi Torus      | Dezember                                       |
| Koyomimonogatari       | 22. Mai 2013       | ISBN 978-4-06-283837-5 | Koyomi Seed       | Mitte Januar, Folgejahr                        |
| Koyomimonogatari       | 22. Mai 2013       | ISBN 978-4-06-283837-5 | Koyomi Nothing    | Februar, Folgejahr                             |
| Koyomimonogatari       | 22. Mai 2013       | ISBN 978-4-06-283837-5 | Koyomi Dead       | 13. März, Folgejahr                            |
| Owarimonogatari (jō)   | 21. Oktober 2013   | ISBN 978-4-06-283857-3 | Ōgi Formula       | 15. Juli vor zwei Jahren                       |
| Owarimonogatari (jō)   | 21. Oktober 2013   | ISBN 978-4-06-283857-3 | Sodachi Riddle    | Sommerferien vor 5 Jahren                      |
| Owarimonogatari (jō)   | 21. Oktober 2013   | ISBN 978-4-06-283857-3 | Sodachi Lost      | vor 6 Jahren                                   |
| Owarimonogatari (chū)  | 29. Januar 2014    | ISBN 978-4-06-283861-0 | Shinobu Mail      | 23./24./26. August, 13. März, Folgejahr        |
| Owarimonogatari (ge)   | 1. April 2014      | ISBN 978-4-06-283868-9 | Mayoi Hell        | 13. März, Folgejahr                            |
| Owarimonogatari (ge)   | 1. April 2014      | ISBN 978-4-06-283868-9 | Hitagi Rendezvous | 14. März, Folgejahr                            |
| Owarimonogatari (ge)   | 1. April 2014      | ISBN 978-4-06-283868-9 | Ōgi Dark          | 14.–15. März, Folgejahr                        |
| Zokuowarimonogatari    | 17. September 2014 | ISBN 978-4-06-283878-8 | Koyomi Reverse    | 15.–18. März, Folgejahr                        |

Von November 2012 bis November 2013 wurden 620.000 Exemplare verkauft, wodurch sie Platz 7 der meistverkauften Light-Novel-Reihen des Jahres erreichte.
Vertical lizenzierte im Februar 2015 den zu diesem Zeitpunkt noch unverfilmten Roman Kizumonogatari für den englischen Sprachraum, der auf Bitten von Nisio Isins Redakteur zuerst veröffentlicht wurde.

### Anime

#### Bakemonogatari
Die Produktion der Umsetzung von Bakemonogatari als Anime-Fernsehserie wurde im April 2008 bekannt gegeben. Als Teil des Nisio Isin Anime Project von Kodansha und Aniplex wurde die Serie im Animationsstudio Shaft produziert. Die Regie führte Akiyuki Shimbō zusammen mit seinem Assistenten Tatsuya Oishi. Das Drehbuch wurde von Fuyashi Tō geschrieben. Aufbauend auf der Vorlage von Vofan entwickelte Akio Watanabe das Character Design. Die Musik der Serie wurde von Satoru Kōsaki unter der Leitung von Yota Tsuruoka angefertigt.
Im japanischen Fernsehen wurde die Serie vom 3. Juli bis zum 25. September 2009 auf Tokyo MX mit den ersten zwölf Folgen übertragen, während die Serie insgesamt 15 Folgen umfasst. Binnen einer Woche folgen die Fernsehsender MBS, TV Saitama, TV Kanagawa, TV Aichi, Chiba TV, TVQ Kyūshū, TV Hokkaidō und BS Japan, sowie später ab August AT-X. Die letzten drei Folgen waren als Web-Anime über die offizielle Website abrufbar, wo die 13. Folge am 3. November 2009, die 14. Folge am 24. Februar 2010 und die 15. und letzte Folge am 25. Juni 2010 veröffentlicht wurde.
Während die erste Folge auf einen Vorspann verzichtete bzw. diesen durch einen speziell für die Folge angefertigten ersetzte, wurde in der zweiten Folge der vermeintlich reguläre Vorspann gezeigt. Er wurde mit dem Titel staple stable, gesungen von der Synchronsprecherin Chiwa Saitō, unterlegt. Für die unterschiedlichen Handlungsabschnitte wurde dieser mehrmals durch einen dem Hauptcharakter näheren Vorspann ersetzt. Im Abspann wurde generell der Titel Kimi no Shiranai Monogatari von supercell verwendet und nur die Animation dem entsprechen Hauptcharakter der Geschichte angepasst. Die Single erschien am 12. August 2009. Die Folgen erschienen vom 30. September 2009 bis 28. Juli 2010 auf sechs DVDs und Blu-rays. Am 21. Dezember 2011 folgte eine Neuveröffentlichung als Blu-ray-Box.
Nachdem der von Aniplex of America für Nordamerika bereits lizenzierte Nachfolger Nisemonogatari fertig ausgestrahlt wurde, gab das Unternehmen am 6. April 2012 die Lizenzierung von Bakemonogatari bekannt. Die auf Englisch untertitelte Serie wurde ab dem 14. September 2012 zunächst auf Crunchyroll gestreamt und erschien am 20. November auf sechs Blu-rays, einschließlich der Übersetzung der Audiokommentare, die ebenso lang wie die komplette Serie sind.

#### Nisemonogatari
Am 15. September 2011 wurde bestätigt, dass die Fortsetzung Nisemonogatari als Anime-Serie im Frühjahr 2012 erscheinen soll. Die Erstausstrahlung der ersten von 11 Folgen fand Punkt Mitternacht am 7./8. Januar auf Tokyo MX, Tochigi TV und Gunma TV statt und lief bis zum 17./18. März. Binnen weniger Stunden folgten TV Saitama, TV Aichi und MBS, sowie binnen einer Woche Chiba TV, TV Kanagawa, TV Hokkaidō und TVQ Kyūshū. Direkt beim Start wurde die Serie für Nordamerika von Aniplex of America lizenziert und als Simulcast zur japanischen Erstausstrahlung ebenfalls mit englischen Untertiteln bei Crunchyroll gestreamt.
Die Folgen erschienen vom 25. April bis 22. August 2012 auf 5 DVDs und Blu-rays.

#### Kizumonogatari
Mit der Veröffentlichung des zehnten Bandes Otorimonogatari am 28. Juli 2011 wurde bekannt, dass die Vorgeschichte bzw. der 3. Band Kizumonogatari als Anime-Kinofilm umgesetzt wird. Dieser war ursprünglich für 2012 geplant, wurde dann aber darüber hinaus verschoben.

#### Nekomonogatari (Kuro)
Nachdem der Regisseur Akiyuki Shimbō bereits zu Beginn der Ausstrahlung von Nisemonogatari sein Interesse ausdrückte alle Romanbände zu verfilmen, bekam dieses Vorhaben Anfang April offiziell grünes Licht. Diese sollen ebenfalls als Fernsehserien umgesetzt werden. Nekomonogatari (kuro) erhielt dabei eine eigene 4-teilige Fernsehserie, die am 31. Dezember 2012 am Stück auf Tokyo MX und BS11 ausgestrahlt wurde.
Die Folgen wurden im Juli 2013 mit englischen Untertiteln auf Daisuki.net gestreamt.

#### Second Season
Der zweite Romanzyklus (second season) mit den sechs Bänden von Nekomonogatari (shiro) bis Koimonogatari wird als 26-teilige Fernsehserie zusammengefasst. Diese wurde ab dem 7. Juli 2013 (mitternachts und damit am vorigen Fernsehtag) auf TV Tokyo, TV Kanagawa, Tochigi TV und Gunma TV gleichzeitig ausgestrahlt, sowie mit bis zu einer Woche Versatz auf Chiba TV, TV Saitama, TV Aichi, Mainichi Hōsō, TVQ Kyūshū und TV Hokkaidō.
Die Serie wurde ebenfalls von Aniplex of America vor der Ausstrahlung lizenziert. Diese lassen ihn auf Daisuki.net als Simulcast englisch untertitelt in den USA, Kanada, dem Vereinigten Königreich, Irland, Australien, Neuseeland und Südafrika streamen, als auch einen Monat später auf Crunchyroll.

#### Synchronisation
| Rolle              | Japanische/r Sprecher/in (Seiyū) | Deutsche/r Synchronsprecher/in |
| ------------------ | -------------------------------- | ------------------------------ |
| Koyomi Araragi     | Hiroshi Kamiya                   | David Turba                    |
| Hitagi Senjōgahara | Chiwa Saitō                      | Anja Stadlober                 |
| Mayoi Hachikuji    | Emiri Katō                       | Jodie Blank                    |
| Suruga Kanbaru     | Miyuki Sawashiro                 | Rubina Nath                    |
| Nadeko Sengoku     | Kana Hanazawa                    | Samira Jakobs                  |
| Tsubasa Hanekawa   | Yui Horie                        | Kristina Tietz                 |
| Meme Oshino        | Takahiro Sakurai                 | Peter Flechtner                |
| Kallen Araragi     | Eri Kitamura                     | Laura Elßel                    |
| Tsukihi Araragi    | Yuka Iguchi                      | Rieke Werner                   |
| Shinobu Oshino     | Maaya Sakamoto                   |                                |
| Deishū Kaiki       | Shin’ichirō Miki                 |                                |
| Yozuru Kagenui     | Ryōko Shiraishi                  |                                |
| Yotsugi Ononoki    | Saori Hayami                     |                                |

#### Rezeption
Die Blu-ray-Veröffentlichungen von Bakemonogatari starteten alle auf Platz 1 mit Ausnahme der vierten, die sich Michael Jackson’s This Is It geschlagen geben musste. Die dritte Blu-ray war dabei nach Evangelion: 1.11 – You Are (Not) Alone. erst die zweite Blu-ray-Veröffentlichung mit mehr als 40.000 verkauften Exemplaren in der ersten Woche. In der wichtigen ersten Woche wurden von den sechs erschienenen Blu-ray Discs und DVDs jeweils wie folgt viele verkauft:
| Nr. | Bakemonogatari | Bakemonogatari | Nisemonogatari | Nisemonogatari |
| Nr. | Blu-ray        | DVD            | Blu-ray        | DVD            |
| --- | -------------- | -------------- | -------------- | -------------- |
| 1   | 29.000, #1     | 15.513, #15    |                |                |
| 2   | 39.000, #1     | 18.731, 0#6    |                |                |
| 3   | 41.000, #1     | 18.607, 0#3    |                |                |
| 4   | 48.000, #2     | 22.363, 0#9    | 43.358, #1     | 7.737, #4      |
| 5   | 46.000, #1     | 19.804, 0#5    | 46.304, #1     | 7.051, #5      |
| 6   | 51.000, #1     | 21.066, 0#6    | —              | —              |

Insgesamt wurden bis September 2010 etwa 331.000 Blu-rays verkauft, womit es bis dahin die Anime-Serie mit den höchsten Blu-ray-Verkaufszahlen war, bis es von K-On! abgelöst wurde. Dennoch hielt Blu-ray #6 bis Ende April 2011 den Rekord für die meisten verkauften Anime-Blu-rays in der ersten Woche, bis es von Mahō Shōjo Madoka Magika, vom selben Regisseur und Studio, abgelöst wurde.
Die Blu-ray-Disc-Box als Limited Edition vom 21. Dezember 2011 stieg mit 22.080 verkauften Exemplaren in der ersten Woche auf Platz 2 der Charts ein, und bis 9. Dezember 2012 31.552 verkaufte Exemplare.
Von Nisemonogatari wurden bis zum 9. Dezember 2012 an Blu-rays 259.973 Exemplare verkauft und war damit ebenfalls mit großem Abstand die erfolgreichste Anime-Produktion des Jahres.
Bis September 2012 wurden von beiden Serien insgesamt mehr als eine Million DVDs und Blu-rays verkauft.